# セルゲイ・バガプシュ
セルゲイ・バガプシュ（アブハズ語: Сергеи Уасыл-иҧа Багаҧшь、ラテン文字転写:Sergei Wasyl-ipa Bagapsh、1949年3月24日 - 2011年5月29日）は、現在一部の国家から承認されているアブハジア共和国の政治家。同国大統領を務めた。

## 経歴
大学在籍時、ワイン工場、国営銀行の集金人として働く。
1972年、モクフスク製油ソフホーズ農業課長。軍務を経た後、コムソモールの仕事に入り、コムソモール・アブハジア州委員会教官となった。
1978年、コムソモール・グルジア中央執行委員会情報班副班長、労働・農業青年課主任。1980年、コムソモール・アブハジア州委員会第一書記。
1982年、グルジア共産党オチャムチレ地区委員会第一書記。1992年、アブハジア自治ソビエト社会主義共和国閣僚会議副議長。
1993年、アブハジア共和国閣僚会議第一副議長。1995年、アブハジア共和国第一副首相。1997年4月29日から1999年12月20日、アブハジア共和国首相。
1999から2004年、国営会社「チェルノモルエネルゴ」社長。
2005年1月12日、アブハジア共和国大統領に選出、同年2月12日に就任。
大統領在任中の2011年5月29日、モスクワ市内の病院にて肺癌の手術中に心不全を発症して急死。62歳没。

## パーソナル
- スフミ市出身。グルジア亜熱帯経営大学を農学専攻で卒業。
- アブハジア・バスケットボール連盟総裁。
- 妻帯、1男1女を有する。
- 旧ソ連の独裁者ヨシフ・スターリンが建設した別荘を大統領邸宅として使用していた[3]。